# Secret Code
《Secret Code》是日本二人組合近畿小子的第27單曲。於2008年8月27日由傑尼斯娛樂唱片公司發行。

## 解説
《Secret Code》是近畿小子與前作相隔近一年的第27張單曲，再度把自己所保持『出道以來連續單曲發行首週即登上No.1』的金氏記錄繼續延伸下去。
就近畿小子的單曲來說，這是發行時間相隔最久的一張單曲。
這也是他們第一次挑戰爵士曲風，集結了堂島孝平、東京斯卡樂園的北原、大森、茂木，以及F-BLOOD的藤井尚之等人，與豪華的音樂陣容共同演出，打造出不同以往的迷幻爵士風格。
此外，《Secret Code》是堂本剛所主演連續劇《33分偵探》的主題曲。由成員主演的連續劇搭配「KinKi Kids」名義發行的歌曲，這是繼2007年上張單曲《永遠》收錄的《淚、飄零》之後，連續2張作品搭配戲劇宣傳。若以單曲同名主打歌來計算，則是從2003年《薄荷糖》以來，相隔5年的再度嘗試。

## 名稱
- 日語原名：Secret Code
- 中文意思：祕密暗號
- 香港正東譯名：--
- 台灣艾迴譯名：Secret Code

## 收錄歌曲

### 初回版
1. Secret Code
堂本剛參與演出的富士電視台連續劇《33分偵探》主題曲。　
  - 作詞：Satomi
  - 作曲：井上日德
  - 編曲：井上日徳／堂島孝平
2. Fu Fu Fu
Asahi飲料《十六茶》電視廣告曲
  - 作詞：村野直球　
  - 作曲：Figge Bostrom　
  - 編曲：CHOKKAKU
3. strategie
  - 作詞：後藤秀美　
  - 作曲：大西克巳　
  - 編曲：鈴木雅也
4. Secret Code ～KinKi you Live Version～
  - 作詞：Satomi
  - 作曲：井上日德
  - 編曲：井上日徳／堂島孝平

### 通常版
1. Secret Code
2. Fu Fu Fu
3. 苦味巧克力（ビターショコラ）
  - 作詞：前田TAKAHIRA　
  - 作曲：川崎里實
  - 編曲：家原正樹
4. Secret Code（Backing Track）

## 參與演出的音樂人
- 「Secret Code」堂島孝平樂團
  - 堂島孝平：吉他 Guitar
  - 茂木欣一（東京斯卡樂園管弦樂團[1]）：鼓 Drums
  - 大森初（東京斯卡樂園管弦樂團）：打擊樂器 Percussion
  - 渡邊俊介：鋼琴 Piano
  - 鹿島達也：低音提琴 Bass
  - 八橋義幸[2]：吉他 Guitar
  - 北原雅彥（東京斯卡樂園管弦樂團）：長號 Trombone
  - 尾崎步：小號 Trumpet
  - 田澤麻美：小號 Trumpet
  - 湯淺佳代子：長號 Trombone
  - 前川彩：中音薩克斯風 Alto Sax
  - 矢島惠理子：上低音薩克斯風 Baritone Sax

## 註解
1. ↑  翻譯名。日文寫作，英文名為「Tokyo Ska Paradise Orchestra」，成立於1985年。
2. ↑  Video Clip中由木暮晉也代替八橋義幸參加演出。